# داني بليند
ديرك فرانسيسكوس «داني» بليند (بالهولندية: Danny Blind) هو لاعب كرة قدم سابق ومدرب كرة قدم هولندي حالياً ولد في يوم 1 اغسطس 1961 في بلدة أوست سوبورغ في هولندا، في مسيرته لعب في مركز الدفاع مع نادي سبارتا روتردام من 1979-1986 في 165 مباراة ثم لعب مع أياكس أمستردام من 1986-1999 في 372 مباراة، كما لعب مع منتخب هولندا لكرة القدم في 42 مباراة وسجل هدف واحد معه، كان ضمن تشكيلة أياكس أمستردام التي فازت دوري أبطال أوروبا 1994-95، كما كان ضمن تشكيلة منتخب هولندا التي شاركت في كأس العالم 1990 و 1994 وأمم أوروبا 1992 و 1996، وفي مسيرته التدريبية بدأ كمساعد مدرب لنادي أياكس أمستردام وثم أصبح مساعد المدرب لمنتخب هولندا لكرة القدم وفي 2015 أصبح هو مدرب المنتخب الهولندي بعد استقالة غوس هيدينك، داني بلايند هو أيضاً والد لاعب منتخب هولندا الحالي دالي بليند الذي لعب مع مانشستر يونايتد ويلعب حاليًا مع أياكس.

## روابط خارجية
- داني بلايند على موقع IMDb (الإنجليزية)
- داني بلايند على موقع ميوزك برينز (الإنجليزية)
- داني بلايند على موقع ديسكوغز (الإنجليزية)

- داني بلايند على موقع الاتحاد الدولي (مؤرشف)  (الإنجليزية)
- داني بلايند على موقع الاتحاد الأوربي (الإنجليزية)
- داني بلايند على موقع قاعدة بيانات كرة القدم.إي يو (الإنجليزية)
- داني بلايند على موقع ليكيب (الفرنسية)
- داني بلايند على موقع ناشيونال فوتبول تيمز (الإنجليزية)
- داني بلايند على موقع Soccerway.com (الإنجليزية)
- داني بلايند على موقع عالم كرة القدم.نت (الإنجليزية)